# Кривавий місяць
Кривавий місяць (англ. Bloodmoon) — австралійський слешер 1990 року режисера Алека Міллса. Музику до фільму написав відомий австралійський композитор Браян Мей.

## Сюжет
Дія фільму відбувається в невеликому містечку. Дівчата думають про хлопчиків і навпаки. Але потім дівчатка з католицького коледжу починають зникати разом з хлопчиками з місцевої школи. Але вони не тікають від батьків. Незабаром виявляються їх понівечені тіла. Так хто ж цей надто ревнивий охоронець моральності?

## Акторський склад
- Леон Лісек[en] — у ролі Майлза Шефілда.
- Крістін Амор[en] — у ролі Вірджінії Шефілд.
- Іан Вільямс — у ролі Кевіна Ланча.
- Гелен Томсон[en] — у ролі Мері Гастон.
- Крейг Кронін — у ролі Мета Дезмонда.